# アングーモワ

アングーモワ（仏：Angoumois）は、フランス革命以前のフランスに置かれていた州のひとつであり、アングレームを中心とする一帯を指す地方の名前でもある。現代フランスの地方行政区画では、シャラント県の大部分に当たる。
古代ローマ時代に、この地の拠点都市としてイコリスマ（Icolisma）がおかれたことを起源とする（イコリスマは現代のアングレームである）。
アングーモワは、フランス王フランソワ1世を輩出したヴァロワ＝オルレアン家の所領であった土地としても知られている。